# كلاوس فوندرليش

كلاوس فوندرليش

كلاوس فوندرليش (بالألمانية: Klaus Wunderlich)؛ (18 يونيو 1931 في كيمنتس - 28 أكتوبر 1997 في بيتلبرون بالقرب من إنغن) كان موسيقياً وملحناً ألمانياً.

## حياته
ولد كلاوس فوندرليش في ألمانيا لأب كان يعمل مفتش شرطة، كان منذ سن السادسة عشر موسيقي. مما أعطى له دفعة وقوة في مجاله الموسيقي، عزف منذ عام 1955 على أورغن هاموند وتحصل من خلال نجاحه على 13 أسطوانة ذهبية للموسيقى والعزف وشريط كاسيت ذهبي، باع أكثر من 20 مليون تسجيل في جميع أنحاء [العالم. كان أول ألماني يعزف على آلة الأورغ الإلكترونية خارج موسيقى الجاز الشعبية.
في سنة 1951 استقر فوندرليس مع فرقة في غرب ألمانيا واندمج معها كعازف على آلة بيانو. وخلال هذا الوقت زادت معرفته بآلة الأورغ، ظهر أيضا كعازف منفرد في مختلف الكباريهات حتى سنة 1958 أين أمضت معه شركة موسيقية في هامبورغ عقداً لإنتاج أسطوانات.
في سنوات السبعينات أقام بالقرب من مدينة كارلسروه أستوديو خاص به وبدأ عمله مع سنثيسيزور موغ، وعزف بذلك 3 اسطوانات مطولة. في سنة 1977 قام فوندرليش بأول تجربة مع فيرسي-أورغ.

## وفاته
توفي كلاوس فوندرليش في 28 أكتوبر 1997 بمنزله إثر نوبة قلبية وكانت معه أثناء وفاته زوجته وبعض من أصدقائه الذين جائو من سويسرا.

## بعض من أعماله
- 1958-1969
- Hammond-Spezialitäten zum Tanzen
- 100% Swing
- In der Bar mit Klaus Wunderlich
- Im Wunderland der Oper - Hammond goes Opera
- Südamericana
- Twist - Madison - Bossa Nova
- Mr Hammond Gag
- Hammond Hitparade
- 24 Filmmelodien, die man nie vergißt
- 1970-1979
- Super Star Sound Hammond Gala
- Polka Pops 1
- Hammond Pops 8
- 24 Operetten - Melodien, die man nie vergißt
- Klaus Wunderlich spielt deutsche Volkslieder
- Klaus Wunderlich in Scandinavia
- In the Miller Mood
- Weihnachten mit Klaus Wunderlich
- 1980-1989
- Klaus Wunderlich in concert
- Romantische Melodien
- On the Sunny Side of the Street
- Tour of Britain
- From New York to Yokohama
- بداية التسعينات
- Concerto Grosso
- 48 Film- und Operettenmelodien
- Big Band Swing
- Evergreens Vol.1
- Evergreens Vol.2
- Evergreens Vol.3
- Keys For Christmas

## وصلات خارجية
- كلاوس فوندرليش على موقع IMDb (الإنجليزية)
- كلاوس فوندرليش على موقع ميوزك برينز (الإنجليزية)
- كلاوس فوندرليش على موقع أول ميوزيك (الإنجليزية)
- كلاوس فوندرليش على موقع ديسكوغز (الإنجليزية)
- موقع كلاوس فوندرليش الرسمي